# Брије ет Ангон
Брије ет Ангон (фр. Brié-et-Angonnes) је насељено место у Француској у региону Рона-Алпи, у департману Изер.
По подацима из 2011. године у општини је живело 2452 становника, а густина насељености је износила 252,78 становника/km².

## Демографија
| 1962. | 1968. | 1975. | 1982. | 1990. | 2011. |
| ----- | ----- | ----- | ----- | ----- | ----- |
| 606   | 805   | 1.511 | 1.617 | 1.619 | 2.452 |